# Tutume (Botswana)
Tutume ist ein Ort im Central District in Botswana. Er ist Sitz des gleichnamigen Sub-District.

## Geographie
Im Jahr 2011 hatte Tutume 17.528 Einwohner. Der Ort ist nach dem gleichnamigen Fluss benannt, an dem Tutume liegt und der im Westen in den Nata fließt. 
Tutume liegt im Nordosten des Landes, etwa 100 Kilometer nordwestlich von Francistown. Bis zur Grenze Simbabwes sind es etwa 40 Kilometer.
Die meisten Bewohner sind Bakalanga.
Die Durchschnittstemperatur beträgt 20,1 °C, die jährliche mittlere Niederschlagsmenge 448 Millimeter.

## Geschichte
1981 betrug die Einwohnerzahl 3736. Seither wuchs der Ort schnell.

## Wirtschaft und Infrastruktur
Es wird überwiegend Landwirtschaft betrieben. Lokale Straßen verbinden Tutume mit dem Fernstraßennetz und mit der simbabwischen Grenze.
Tutume verfügt über ein Krankenhaus und – neben anderen Schulen – eine Senior Secondary School.

## Persönlichkeiten
- Isaac Makwala (* 1986), Leichtathlet, geboren in Tutume